# NGC 822
NGC 822 é uma galáxia elíptica (E) localizada na direcção da constelação de Phoenix. Possui uma declinação de -41° 09' 25" e uma ascensão recta de 2 horas, 6 minutos e 39,2 segundos.
A galáxia NGC 822 foi descoberta em 5 de Setembro de 1834 por John Herschel.